# ギュスタヴ・ガリグー

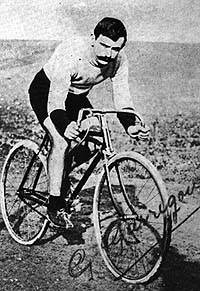
ギュスタヴ・ガリグー

ギュスタヴ・ガリグー（Gustave Garrigou、1884年9月24日 - 1963年1月28日）は、フランス、アヴェロン県ヴァブル＝ティザック出身の名自転車競技選手。

## 来歴
1907年にプロロードレース選手としての活動を開始。同年のツール・ド・フランスにも出場を果たしたが、1914年に引退するまで、8年連続で同レースに出場。下記に示す通り、全て総合5位以内の成績を収めた。
1911年のツール・ド・フランスでは、第4ステージ以降総合首位をキープしていたが、同胞のポール・デュボックが中盤の第8ステージ以降、猛追する展開となった。ところが、ピレネー山脈越えステージとなった第10ステージにおいて、ガリグーが区間優勝のモリス・ブロッコに34分差の2位でゴールしたのに対し、デュボックはピレネー山中で突然激痛に襲われたことが原因で、3時間47分差の21位と崩れた。レース後、デュボックの給水ボトルから毒物が見つかったが、これはガリグーが指示したという話が、デュブロックのサポーターから発せられたことが要因となり、翌、第11ステージでは、沿道の観客がガリグーに対し非難と罵声を浴びせ続け、ルーアンにおいて、そのボルテージは最高潮に達したことから、レースディレクターのアンリ・デグランジュが急遽、自動車3台を用意して、コースと沿道を隔離させた。
結局、上述の毒物混入については、デュボックのライバルチームのスタッフの単独犯行であることが判明。このことが影響して、デュボックは第8ステージ以降、区間4勝を果たしたものの、ガリグーに18ポイント差及ばず総合2位となり、ガリグーが出場5回目にして初の総合優勝を果たした。
ガリグーは全出場レース中96回、10位以内に入ったが、内65回は5位以内を記録するという、安定した戦績を収めた。1914年、第一次世界大戦勃発の影響により、現役を引退した。

## 主要実績

### ツール・ド・フランス
1907年 - 総合2位（区間2勝）
1908年 - 総合4位
1909年 - 総合2位
1910年 - 総合3位
1911年 -  総合優勝（区間2勝）。
1912年 - 総合3位
1913年 - 総合2位（区間1勝）
1914年 - 総合5位（区間1勝）

### その他の優勝実績
ジロ・ディ・ロンバルディア (1907)
パリ〜ブリュッセル (1907)
ミラノ〜サンレモ (1911)